# Чигник-Бэй (гидроаэропорт)
Гидроаэропорт Чигник-бэй (англ. Chignik Bay Seaplane Base), (ИАТА: KBW, FAA LID: Z78) — коммерческий гражданский гидроаэропорт, расположенный в районе города Чигник (Аляска), США.

## Операционная деятельность
Гидроаэропорт Чигник-бэй расположен на высоте уровня моря и эксплуатирует две взлётно-посадочные полосы, предназначенные для приёма гидросамолётов:
- E/W размерами 1829 x 1219 метров;
- NE/SW размерами 3048 x 1219 метров.

За период с 31 декабря 2005 по 31 декабря 2006 года Гидроаэропорт Чигник-бэй обслужил 210 операций по взлётам и посадкам самолётов (в среднем 17 операций ежемесячно), из них 95 % пришлось на рейсы авиации общего назначения и 5 % — на рейсы аэротакси.